# Свети Георги (Лос Анджелис)
„Свети Георги“ (на английски: Saint George Bulgarian Eastern Orthodox Church) е българска православна църква в град Лос Анджелис, Калифорния, Съединенитe американски щати. Църквата е подчинена на Българската източноправославна епархия в САЩ, Канада и Австралия.

## Местоположение
Църквата е разположена на „Александрия авеню“ № 150.